# 386-я стрелковая дивизия (1-го формирования)
386-я стрелковая дивизия (1-го формирования), (386 сд) —пехотное соединение (стрелковая дивизия) РККА в годы Великой Отечественной войны, воевала в составе Приморской армий, участвовала в обороне Севастополя 1941—1942 годов. Оборонялась во втором секторе СОР. Во время решающего штурма понесла потери и отошла с позиций на Сапун-горе.

## История

### Формирование
Формировалась в августе 1941 года в городе Тбилиси в составе Закавказского фронта. После сформирования до 25 октября 1941 она подчинялась командованию войсками Закавказского фронта, затем вошла в 47-ю армию и получила задачу на прикрытие Военно-Грузинской дороги в районе Главного Кавказского хребта. С 25 ноября дивизия была передана 46-й армии и передислоцирована в район Зугдиди, Очемчири, Сухуми, где выполняла задачи по охране и обороне побережья Чёрного моря на фронте Новый Афон — Анаклия.
К утру 23 декабря 1941 года была сосредоточена в Очамчира. Был получен приказ о переброске в Севастополь. К вечеру 26 декабря была погружена для перевозки.
Утром 29 декабря 1941 в 5 часов 40 минут в порт прибыл крейсер «Молотов» с 1200 бойцами 769-го стрелкового полка. Через два дня штаб И. Е. Петрова направил запрос на срочную отправку остатков дивизии. В 10 часов 50 минут, когда заканчивался второй штурм немцев, прибыл 772-й стрелковый полк и начал движение к Дергачам. Остальные войска находились в пути из Поти. В первые дни января прибыли остатки полков 386-й дивизии без артиллерии, и она была размещена напротив 1-й румынской горнострелковой бригады.
К 2 января 1942 года дивизия была переброшена в Севастополь на теплоходах «Абхазия», «Белосток» и «Львов» с эскортом из крейсера «Молотов» и лидера «Ташкент». Всего было перевезено 6334 человек, 60 орудий, 906 лошадей, 103 автомашины, 24 минометов.
Только 28 января 1942 года на транспорте «Красная Кубань» наконец прибыл 952-й артиллерийский полк. Весной в море были потеряны орудия 677-го зенитного дивизиона.

### Оборонительные бои 1942 года

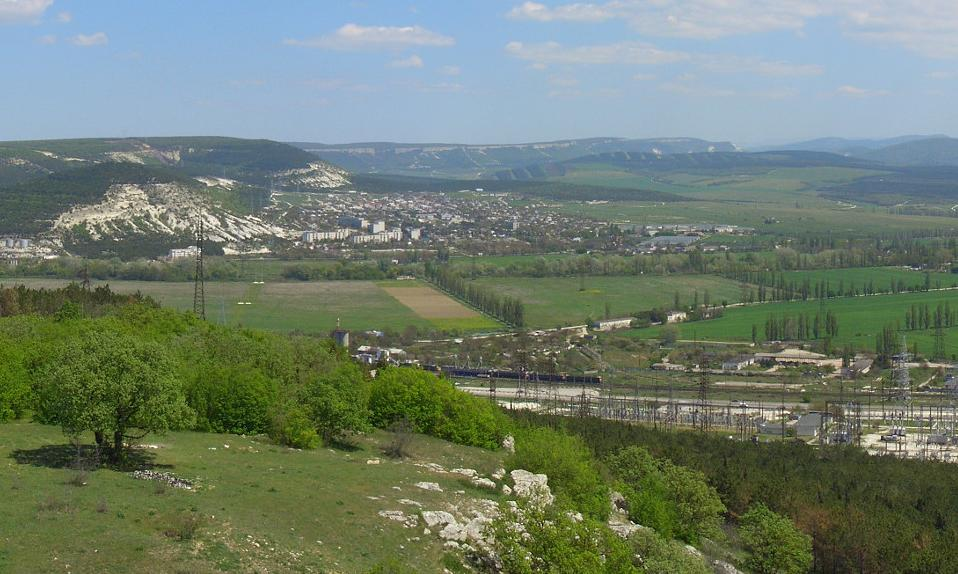
Современный вид на посёлок Сахарная Головка и участок обороны 386-й стрелковой дивизии

Весной полковник Н. Ф. Скутельник был после И. А. Ласкина был назначен командующим II сектором обороны СОР, в котором в долине реки Черной находилась его собственная дивизия, а также 8-я и 7-я бригады морской пехоты. Сектор имел длину 17,5 км и шел от этой точки в основном на север по вершинам высот и обратным склонам горы Гасфорта, Телеграфный холм и высоты над Чоргунью и до Шули. Линии обороны 386-й дивизии состояли в основном из траншей и нескольких блиндажей. Дивизия также имела два опорных пункта, оборудованных дотами и полевыми укреплениями, на вершинах гор Кара-Коба и Сахарная Голова или вблизи них.
В начале апреля 1942 года в Приморской армии была проведена инспекция помощником начальником оперотдела фронта майором П. К. Уткиным. Он отмечал, что среди соединений армии в худшую сторону выделяются 388-я и 386-я сд, «имеющие большой процент дезертиров и перешедших на сторону врага, многонациональным составом, слабостью командного состава». По состоянию на 1 марта 1942 года на 7691 человек личного состава 386-й сд состояло 2119 грузин, 198 армян и 1914 азербайджанцев.
Н. И. Крылов, маршал Советского Союза, в июне 1942 начальник штаба Приморской армии, вспоминал: «В 386-ю стрелковую дивизию полковника Скутельника поехали однажды втроем — командарм, член Военного совета Чухнов и я. За эту дивизию, малообстрелянную, все ещё было неспокойно. Дивизия вместе с бригадой Жидилова прикрывала левый фланг очень ответственного ялтинского направления. Оно не стало главным в декабре, могло не стать им и в июне, однако сам рельеф местности всегда заставлял считать вероятной попытку прорыва танков к Сапун-горе. После того как около месяца назад в 386-й СД — в связи с обнаружившимися недостатками в организации обороны — было проведено выездное заседание Военного совета, здесь много сделали для укрепления своих рубежей. Пришли сюда и новые люди. Военкомом стал прибывший с Большой земли энергичный и решительный старший батальонный комиссар Р. И. Володченков, начальником политотдела — батальонный комиссар М. С. Гукасян, переведенный из 95-й дивизии. Начартом назначили майора П. И. Полякова, одного из наших лучших командиров артиллерийских полков.»
Дивизия заняла оборону во II секторе обороны от реки Черной до Макензии (фронт — 12 км) вместе с частями 7-й и 8-й бригад морской пехоты. 7 июня начался третий штурм Севастополя. Румынский горный корпус, действовавшие между LIV и XXX немецкими армейскими корпусами, вел 7 июня 1042 года наступательные действия, но в полосе 1-й гс румынской бригады был остановлен огнем советской обороны, а в полосе румынской 18-й пехотной дивизии несколько продвинувшиеся части пришлось даже отвести назад, «чтобы не допустить дальнейших потерь». Противником 18-й пд являлись 772-й полк 386-й сд и 8-я бригада морской пехоты, успешно отразившие все атаки.
11 июня 1942 года в бою младший политрук М. Л. Гахокидзе с тремя бойцами бросился на помощь фланговому стрелковому взводу, положение которого становилось критическим. В результате четвёрка оказалась отрезанной от своей части, но смогла захватить вражеский пулемёт и использовать его против неприятеля. Бойцам удалось уничтожить около семидесяти фашистов, из которых 30 на счету самого Михаила Гахокидзе. Указом Президиума ВС СССР от 20 июня 1942 года за «образцовое выполнение боевых заданий командования на фронте борьбы с немецкими захватчиками и проявленные при этом отвагу и геройство» удостоен звания Героя Советского Союза.
До 17 июня 1942 года вводом в бой резервов и при помощи работы артиллерии оборона на участке III и IV секторов в целом держалась. Однако ввиду больших потерь в частях оборонявших III и IV сектора и недостатка боеприпасов в ходе очередных атак начавшихся 17 июня немецким войскам удалось овладеть укреплениями на этих секторов. К утру 24 июня части СОР отошли на южную сторону Северной бухты. Дивизия в составе II сектора к 24 июня продолжала удерживать рубеж обороны: от высоты 113,2 до выс. 75,0 вместе с 7-й брмп.
Решающим днем штурма стало 29 июня 1942. Ночью немецкие войска произвели форсирование Северной бухты, захватив плацдарм. Утром XXX армейский корпус при поддержке всех сил авиации и артиллерии перешел в решительное наступление в направлении Сапун-горы. Это привело к прорыву обороны в I и II секторах. Как писал в своем отчете командир 8-й бригады морской пехоты полковник П. Ф. Горпищенко: «С утра 29 июня под ураганным огнем противника подразделения правого соседа [386 сд], в том числе, 775 сп стали в беспорядке отходить на Сапун-гору и далее на Дергачи». Посланная из бригады с целью недопущения противника до Сапун-горы рота была окружена и уничтожена. По пятам отступающих подразделений 386-й сд немцы зашли в тыл 8-й бригаде морской пехоты. Последствия немецкого прорыва были самые тяжелые. П. Ф. Горпищенко пишет: «К 12 часам дня бригада понесла потери до 80 % и начала отход к Английскому редуту Виктория. Штаб бригады потерял связь со своими частями, соседями и штабом армии». Штурм Сапун-горы, по немецким данным, проходил быстрыми темпами. В отчете о действиях 28-й лёгко-пехотной дивизии указывается: «Сапун-гора захвачена первым же штурмом с минимально возможными потерями среди наших солдат». К вечеру прорыв был расширен до 5 км и достиг 3 км в глубину. За день в полосе корпуса было взято 2722 человека пленных, значительно больше, чем в предыдущие дни.
К вечеру 29 июня дивизия оказалась в окружении, когда немецкие войска продвинулись к южному берегу Севастопольской бухты вдоль Киллен-балки. Остатки 772-го и 769-го полков получили приказ атаковать немецкий фланг. Остальная часть дивизии ждала приказа прорваться и отступить, но его не последовало. Командование приняло решение взорвать бункер командного пункта и уничтожить все документы дивизии.
Ввиду развала обороны утром 30 июня Ф. С. Октябрьский дал телеграмму наркому ВМФ Н. Г. Кузнецову и маршалу С. М. Буденному в котором просил эвакуировать командный состав. Разрешение было дано и вечером 30 июня командный состав СОР был вывезен на транспортных самолётах с мыса Херсонес и двух подводных лодках. Командир дивизии полковник Скутельник Н. Ф. ещё 27 июня 1942 года, находясь на КП дивизии был ранен и на следующий день доставлен в Камышевую бухту для эвакуации. В ночь с 30 июня на 1 июля при взрыве 35-й морской береговой батареи был тяжело контужен и в бессознательном состоянии переведен в подземный проход из этой батареи к морю. 10 июля 1942 года, находясь в скалах, был захвачен в плен. В апреле 1945 года был освобожден из плена американскими войсками.
30 июля 1942 года дивизия была расформирована.
Период нахождения дивизии в составе действующей армии: 25.11.1941 — 30.07.1942.

## В составе[7]
| На дату                 | Фронт              | Армия            | Корпус |
| 19.08.1941 — 25.11.1941 | Закавказский фронт | 47-я армия       |        |
| 25.11.1941—28.12.1941   | Закавказский фронт | 46-я армия       |        |
| 28.12.1941 —30.07.1942  |                    | Приморская армия |        |
| ----------------------- | ------------------ | ---------------- | ------ |

## Командование
Командир дивизии:
- полковник Скутельник, Николай Филиппович 01.08.1941 — 30.06.1942

Военный комиссар:
- старший батальонный комиссар Медведев, Павел Павлович 01.08.1941 — 24.03.1942
- старший батальонный комиссар Воробьев, Григорий Петрович 25.03.1942 — 30.03.1942
- старший батальонный комиссар Володченко, Роман Ионович 30.03.1942 — 18.05.1942

Начальник штаба:
- полковник Добров, Леонид Архипович 27.08.1941 — 18.02.1942
- полковник Степанов, Василий Захарович 18.02.1942 — 03.07.1942

## Состав
Состав
- Управление дивизии,
- 769-й стрелковый полк, подполковник Имнайшвили, Владимир Иванович 17.08.1941 — 09.01.1942, майор Таран, Николай Николаевич 09.01.1942 — 20.02.1942
- 772-й стрелковый полк, майор Чернышев, Степан Михайлович 10.09.1941 — 30.01.1942, майор Перерва, Григорий Васильевич 30.01.1942 — 07.02.1942
- 775-й стрелковый полк, майор Соколов, Николай Васильевич 19.08.1941 — 27.06.1942,
- 952-й артиллерийский полк, майор Коноплев, Дмитрий Данилович 01.08.1941 — 12.06.1942, майор Сараев, Александр Иванович 12.06.1942 — 03.07.1942

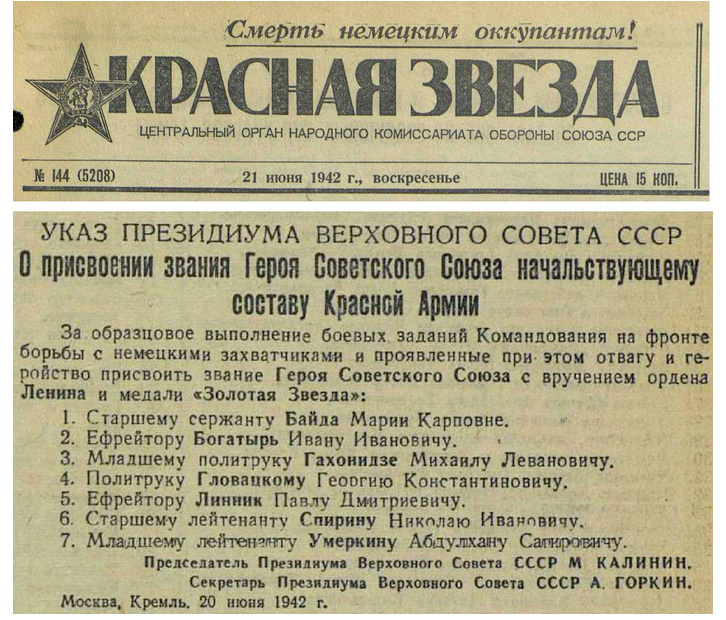
Указ о присвоении званий Героя Советского Союза от 20 июня 1942 года.

- 90-й оиптд,
- 180 зенбатр (677 озад),
- 674-й минд,
- 451-я рр,
- 670-й сапб,
- 840 обс,
- 747-й медсанбат,
- 467 орхз,
- 504-я атр,
- Указ о присвоении званий Героя Советского Союза от 20 июня 1942 года.239 пхп,
- 814-й двл,
- 1447-я ппс,
- 718 пкг

## Отличившиеся воины
- Гахокидзе, Михаил Леванович, младший политрук, 20 июня 1942

## Память
В поселке Сахарная головка, где в 1942 году проходила линия обороны дивизии, на улице Нефтяной установлен Памятник воинам 386-й стрелковой дивизии. Мемориальная надпись: «Воинам 386 стрелковой дивизии».